# فینال جام باشگاه‌های آسیا ۱۹۹۳
فینال جام باشگاه‌های آسیا ۱۹۹۳ بازی نهایی دوازدهمین دوره جام باشگاه‌های آسیا است که در تاریخ ۲۲ ژانویه ۱۹۹۳ در منامه بحرین بین دو تیم پاس ایران و الشباب عربستان در جام باشگاه‌های آسیا ۹۳–۱۹۹۲ برگزار شد.
تیم پاس ایران با مربیگری فیروز کریمی و تک گل محسن گروسی و با نتیجه ۱ بر ۰ برابر الشباب عربستان به پیروزی رسید و قهرمان آسیا شد.

## جزئیات مسابقه
| الشباب عربستان | ۰ – ۱ | پاس ایران      |
| -------------- | ----- | -------------- |
|                |       | ۳۹' محسن گروسی |